# Jean-Pierre Bobe Yaboy
 Jean-Pierre Bobe Yaboy  (né à Libenge le 14 août en 1961) est un homme politique de la République démocratique du Congo et député national, élu de la circonscription de Libenge dans la province du Sud-Ubangi,,,.

## Biographie
Eddy Bisweko est né à Libenge au Sud-Ubangi le 14 août 1961, élu député national dans la circonscription électorale de Libenge dans la même province, il est du parti politique mouvement pour libération du Congo MLC du président Jean-Pierre Bemba